# ヴァーペン・フォン・ハンブルク (1740年)
| 画像なし |                                         |                                       |
| 諸元     |                                         |                                       |
| 艦名     | ヴァーペン・フォン・ハンブルク（4代目） |                                       |
| 造船所   | ハンブルク、グラースブローク造船所      |                                       |
| 進水     | 1740年10月25日                          | 1740年10月25日                        |
| 乗組員   | 最大300名（士官、乗組員と兵員の合計）   | 最大300名（士官、乗組員と兵員の合計） |
| 技術情報 |                                         |                                       |
| 艦種     | 二層式護衛艦                            | 二層式護衛艦                          |
| 全長     | 不明                                    | 不明                                  |
| 全幅     | 不明                                    | 不明                                  |
| 推進方式 | 帆走                                    | 帆走                                  |
| 喫水     | 不明                                    | 不明                                  |
| 武装     | 大砲約50門                              |                                       |

ヴァーペン・フォン・ハンブルク（ドイツ語: Wapen von Hamburg、4代目）は1740年に進水し、「護衛艦」と呼称され、ハンブルクの旗下に行動したフリゲートである。
同艦はハンブルク提督府と商業委員会から発注され、護送船団を海外におけるハンブルクの貿易相手国まで護衛し、私掠船の襲撃から守る任を帯びた。ハンブルクの船団護衛は、この艦とともに終わりを告げた。

## 時代背景

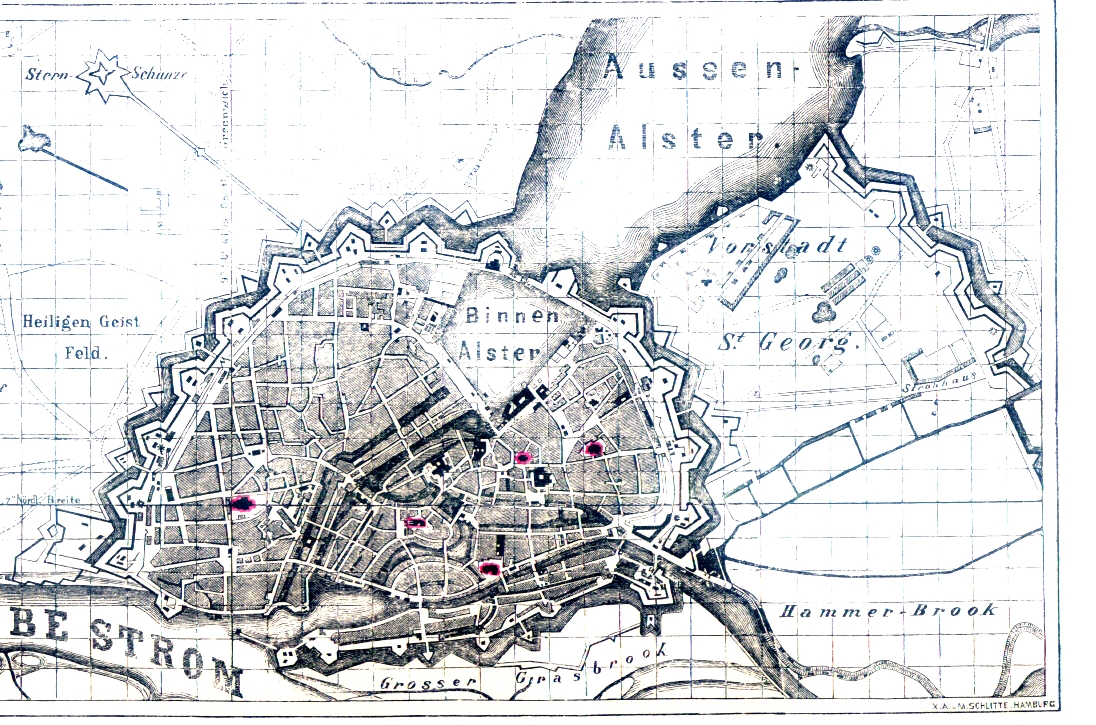
1750年頃のハンブルク。

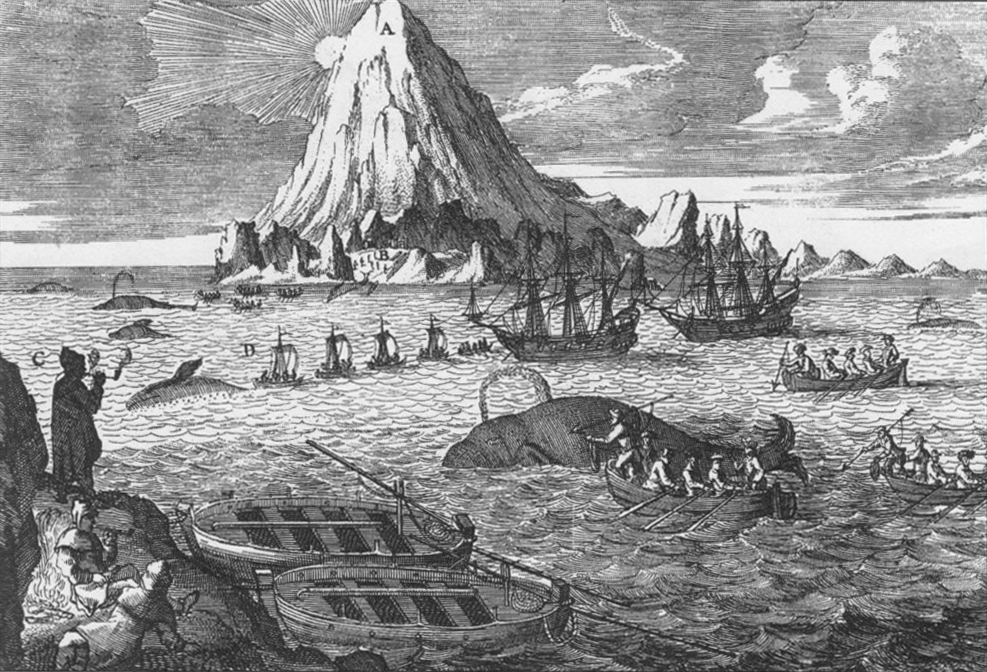
18世紀の北極海における捕鯨活動。

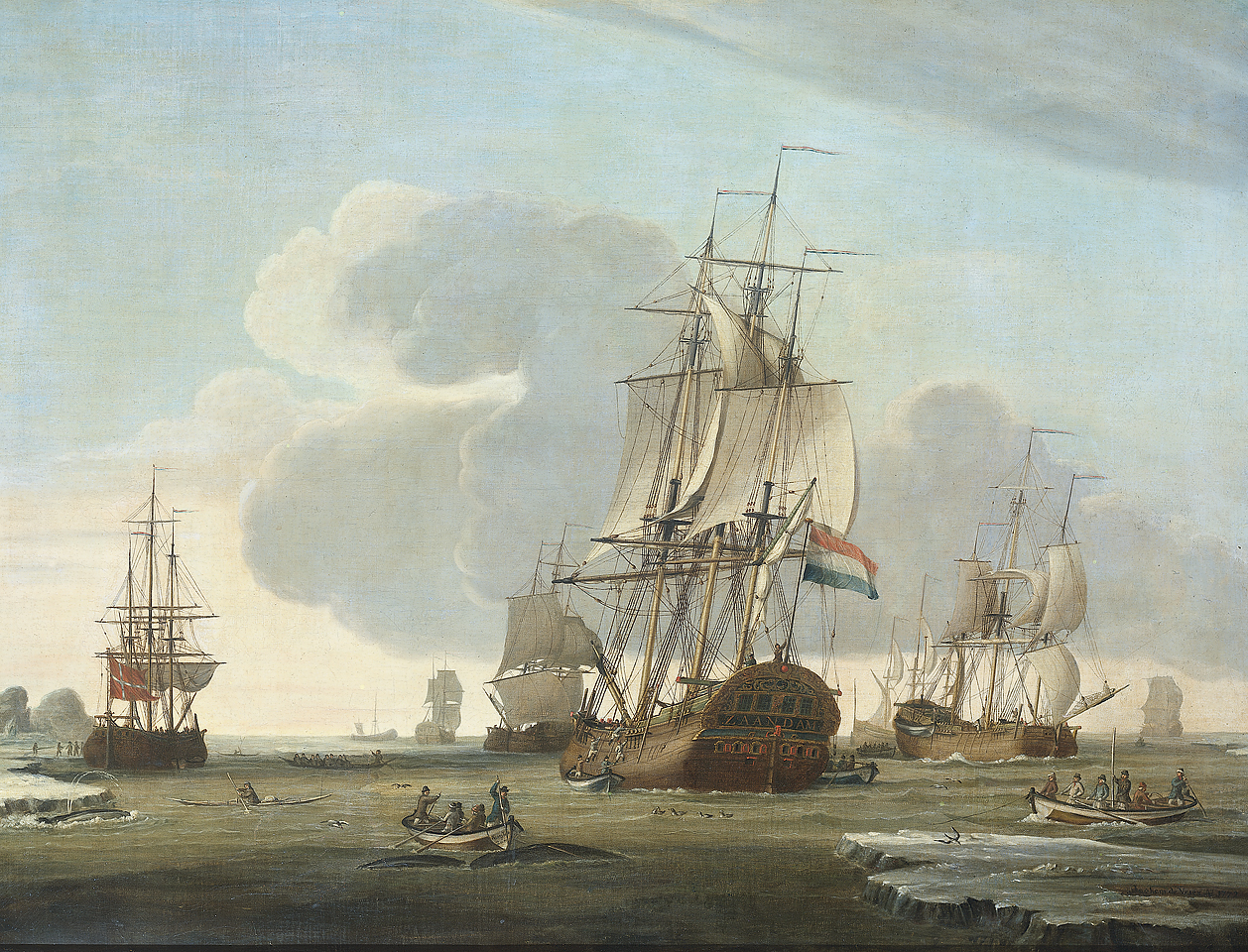
18世紀のグリーンランド近海における捕鯨活動。

ハンブルクは16世紀、ハンザ同盟の権威が失墜すると経済的な重要性を増大させていった。移住とそれに関連した交易相手の獲得により、帝国自由都市ハンブルクは17世紀中盤以降、ロンドンやアムステルダムと並び、現在で言えば世界都市に比肩する最重要の交易中心都市へと発展し、その交易関係はグリーンランドから地中海や白海にまで及んだのである。その際、非常に大切な寄港地はイベリア半島、イングランド、（捕鯨に関連して）北極海やアルハンゲリスクにあった。商圏の拡大とキリスト教国の、とりわけ地中海における武力を伴う影響圏の拡大は必然的に対立を生み、最終的にイスラム教徒の海賊による襲撃を招いた。
これらの私掠船はバルバリア諸国から出撃し、鈍重でしばしば無防備に近い、20隻から50隻の貿易船によって構成される船団を大いに消耗させていた。船は拿捕され、積荷は没収され、乗組員はしばしば奴隷となるか、身代金が支払われるまで最悪の環境下で拘束された。捕縛された船長や船員を買い戻すため、船乗りや航海士は「用心の欠片の金庫」（ドイツ語: Casse der Stücke von Achten）を設立した。これは身代金の支払いにあたって基となる保険である。この保険に参加できなかった者をも買い戻せるように、1623年には船主や乗組員の分担金、国家組織からの補助金および提督府の税金から構成される奴隷解放保険が創設された。しかしこれらの資金も充分ではなかったため、教会にも募金箱が置かれたほか、家庭でも募金活動が組織されている。
17世紀中に私掠船はその作戦範囲を地中海からジブラルタル、そして英仏海峡を越えてエルベ河口まで広げた。その結果、海路を通じたハンブルクへの補給は部分的に滞り、時期によっては物資が逼迫に至ることさえあったのである。さらにキリスト教国間の戦争は、ますますハンブルクの経済問題となりつつあった。
例えばフランスは、グリーンランドへ向かい捕鯨やアザラシ狩りで得た物資を加工のためハンブルクへ運ぶ、同市とネーデルラントの船舶を拿捕するべくダンケルクから出航する私掠船の数を増やしていった。ネーデルラント、イングランド、フランス、ノルウェー、デンマークといった当事国のほか、ハンザ都市ブレーメンやブランデンブルク＝プロイセンも交易路の海賊問題に対応する必要から、対策として商船団の、フリゲートなどの軍艦による護衛を許可した。
ハンブルクの指導層は、国際的な商業活動における自らの重要な地位を可能な限り持続的に確保するよう望み、同じく商船団の保護と、いわゆる護衛艦（ドイツ語: Convoyer、「コンヴォイアー」）による船団護衛の組織を決定した。このほか、1623年には特にこれらの艦艇の建造、艤装と維持に責任を負うハンブルク提督府が創設される。1665年、遂に交易路の安全を追求する商人と船乗りの需要を満たし、相応の支援を組織するために商業委員会が設立された。実際には最初の諸艦の建造が決まり、実行に移されるまでにハンブルク提督府の創設から40年以上を要している。その主な理由は艦艇への出資と、その維持を巡る意見の不一致であった。とりわけ海賊によるハンブルクの商船員の捕縛が続き、それに関連する個々の商人の莫大な経済的損失の影響を受ける中、最終的に責任を負う者たちは、以後のこのような襲撃を阻止するべく出資上の合意形成と建艦の実行を余儀なくされた。
17世紀と18世紀、ハンブルクとその住民は交易に有害な軍事的紛争から距離を置き、紛争当事者に対して可能な限り中立を保とうと常に尽力していたため、「軍艦」という類別は明確に忌避された。その代わり公的には、攻撃よりも防御に適した艦種を指すとする「護衛艦」（ドイツ語: Konvoischiff、コンヴォイシッフ）や「市の護衛艦」（ドイツ語: Stadtkonvoischiff、シュタットコンヴォイシッフ）という分類が用いられている。事実上これらの艦艇は、武装を重視して建造されていたため全くもって軍艦と呼び得た。しかし、火力において海軍国の軍艦に追随できるものではなかったのである。
すなわち、これらの護衛艦とは1669年から1747年までハンブルクの護送船団を警護し、ハンブルクの交易を保障し、それによって一大交易都市としてのハンブルクの地位を持続的に確保していたフリゲートのことであった。

## 構造
ハンブルク提督府が遥かに小型の艦を外交用に調達したのは、4代目「ヴァーペン・フォン・ハンブルク」より後のことであったため、同艦は先代の諸艦と同じく二層式であったと考えられている。
この艦は3本マスト（ミズンマスト、メインマストとフォアマスト）の横帆船であった。ミズンマストの最下部（クロスジャッキ）にのみ、縦帆があった。さらにバウスプリットにはスプリットセイルを付けることができたほか、檣頭が備わっており、もう一枚の横帆（ドイツ語: Oberblinde、オーバーブリンデ）を取り付けることが可能なジブブームがあった。
建艦にあたっては、喫水が過大にならないよう注意が必要であった。さもなければエルベ川の浅瀬、とりわけアルトナ砂州を安全に航行できなかったからである。
4代目「ヴァーペン・フォン・ハンブルク」の後部は平らなトランサムスターンであった。人目を引く中心的な存在、そして地位を代表する彫刻として、艦尾正面には2匹のライオンが抑える盾に城をあしらったハンブルクの大紋章が設置された。上側のフリーズの上には3つの大きな舷灯が取り付けられており、伝統的な船尾部分の外観を完成させている。
艦体の板張りは、舷墻を含めて比較的滑らかな表面を特徴とする平張りであった。
4代目「ヴァーペン・フォン・ハンブルク」は大砲約50門を備えており、中でも大口径の砲は下部の砲甲板に配置されていた。同艦には砲より多くの砲門が設けられており、備砲や追加の武装を柔軟に取り扱えるようになっている。当時、これらの砲には盥が用意されており、砲身を内外からスポンジや洗い矢で冷却するべく砲員が使用していた。
砲は原則としてネーデルラント、もしくはスウェーデンから輸入したものであった。

## 就役後
1740年に進水した「ヴァーペン・フォン・ハンブルク」は、その名を冠する4隻目にして最後の護衛艦であった。また、同艦はハンブルクで護衛任務を与えられた最後の艦である。
1729年から1745年にかけて、ハンブルク提督府は全ての護送船団を停止した。1739年、スペインとイギリスの間で戦争が勃発すると、船団護送はハンブルクで再び議論の対象となり、最終的に新造艦の発注をもって再開されている。1740年10月25日、船匠ミヒャエル・イーヴェン（1686年-1773年）が建造した4代目「ヴァーペン・フォン・ハンブルク」は遂にハンブルクのグラースブローク造船所で進水した。彼は社会的地歩を築き、先代「ヴァーペン・フォン・ハンブルク」を建造したものの、その時の発注者が課した義務に違反して不興を買い、大いに批判されていた船匠メンケの後任となった。

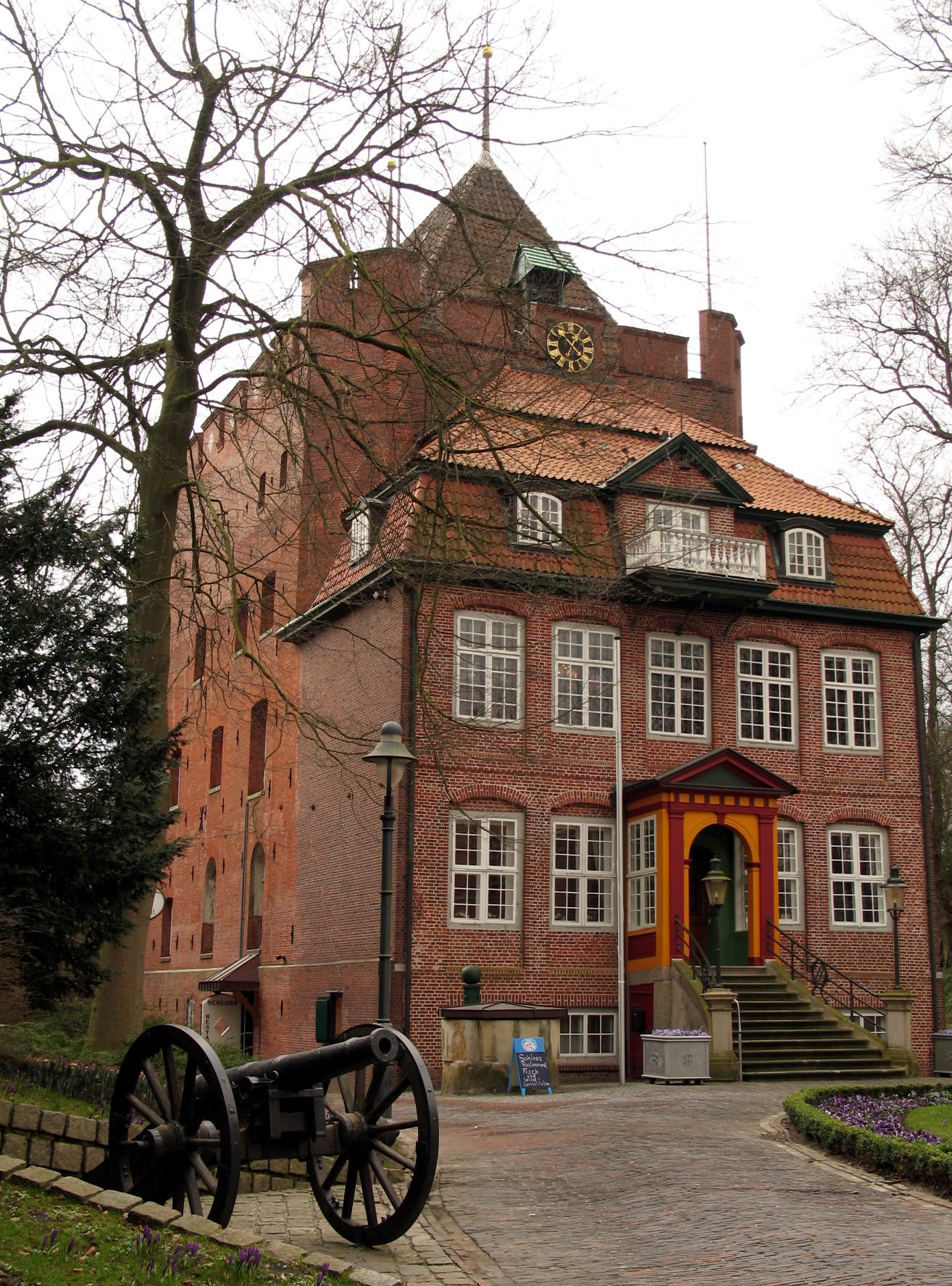
クックスハーフェンのリッツェビュッテル官庁。ハンブルクの飛び地である。

1741年には大砲が搭載されたが、この新しい艦はさし当り本来任務から外れ、護送任務に就く代わりにハンブルク港に係留され、警備艦としてエルベ川から町の守りを固めることになった。
塩分に乏しいエルベ川の水は艦体下部へ早くに悪影響を及ぼしたため、4代目「ヴァーペン・フォン・ハンブルク」は1743年、エルベ河口へと移ることを余儀なくされる。現在のクックスハーフェンにあるハンブルクのリッツェビュッテル官庁とその領地は、当時はハンブルク人の長官（ほとんどの場合、市参事会議員）が監督するハンブルクの機関にして海賊に対抗する基地でもあり、艦の停泊が可能な港湾を提供していたのである。リッツェビュッテルに臨む北海の、より塩分濃度が濃い海水は艦体を保てると考えられたため、「ヴァーペン・フォン・ハンブルク」はひとまずこのハンブルクの飛び地に留められた。
1746年9月2日、4代目「ヴァーペン・フォン・ハンブルク」はスペイン、あるいは地中海へ向けて最初にして最後の船団護衛を命じられる。
当時、同艦の艦長はヨアヒム・ヴィルヘルム・ブロッケスであった。
しかしこの艦はかなり鈍く、迅速で小回りの利く海賊船の拿捕や撃退にはほとんど向いていないことが判明したため、任務は軍事的示威に制限された。
1747年8月28日、4代目「ヴァーペン・フォン・ハンブルク」は故郷の近海に戻り、エルベ川を遡上した。ハンブルクに到着すると改めて係留され、同市による船団護衛に終止符を打つ。今後も船団を護衛する代わりに、同艦は港の警備艦や観光名所としてのみ維持されることになる。そして貴賓の来訪を受けたほか、艦上で何度かミサが実施された。

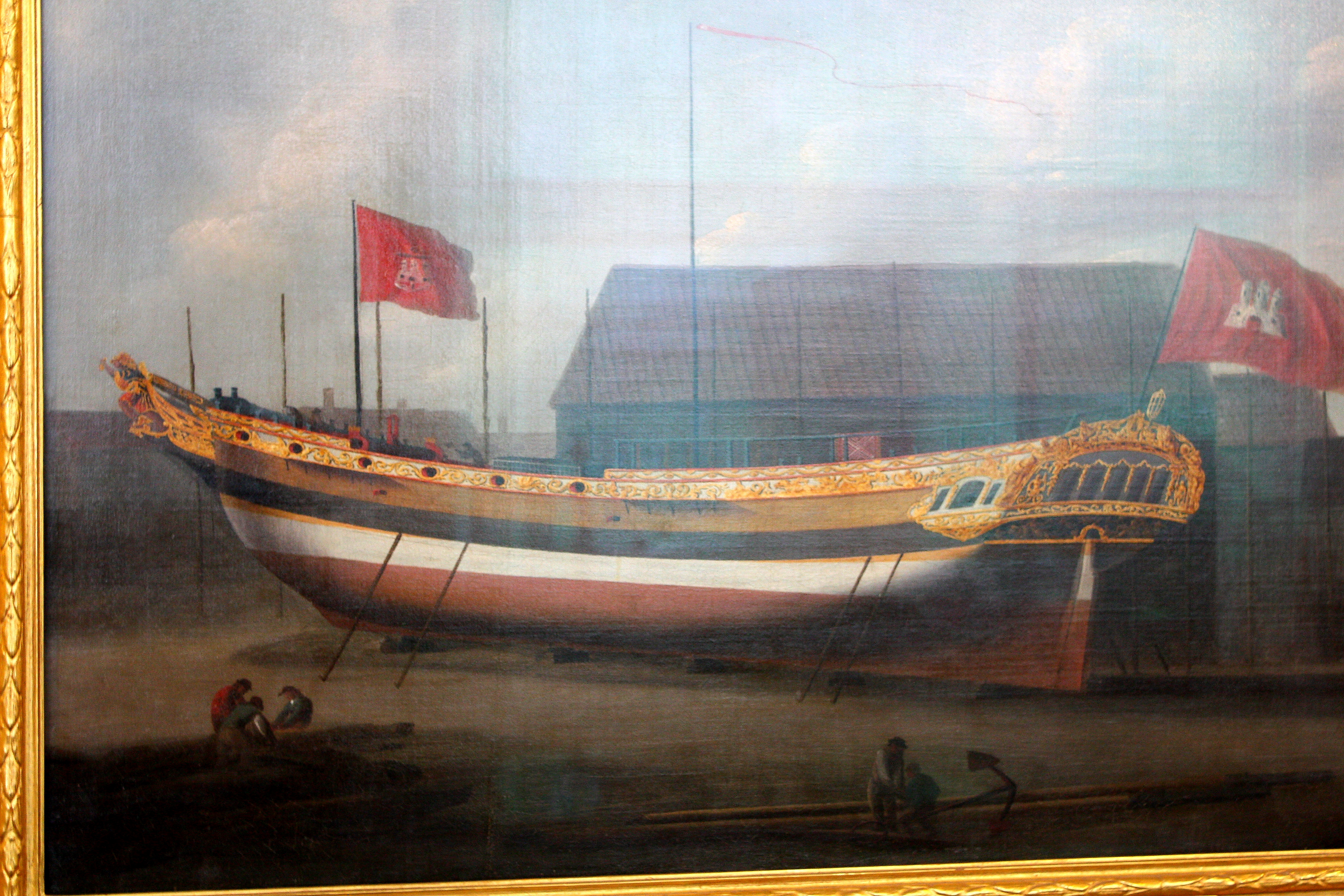
イギリスでハンブルクのために建造された、礼砲12門を搭載する外交用ヨット。他の数隻のヨットとともに、外交艦としての4代目「ヴァーペン・フォン・ハンブルク」の役割を引き継いだ。

警備艦として30年間就役した後の1774年、武器庫の監督官が鑑定を行った。彼は艦体が、これ以上はミサも実施できないほど危険で悪い状態にあることを突き止めた。当時、後で会計課の専門家が判定したように木製構造の分解が、スポンジのような強度しか残さないほど進展していたと見られる。
1774年には、付近の船を危険に晒すことなく桟橋に繋ぐことができなくなるほど状態が悪化しており、1777年11月19日には艦体を売却する許可が下りた。
このように悪い状態にあったにも拘わらず、公の競売で同艦はなお3,450マルクの収益を挙げている。
4代目「ヴァーペン・フォン・ハンブルク」の売却をもって、ハンブルク提督府はこれ以上、護衛艦を発注しないことにした。護送するべき船団はほとんどなくなっていたため、費用対効果が釣り合わなくなっていたためである。
さらにハンブルクがフランスと通商条約を締結したことで、フランスの私掠船による襲撃は行われなくなった。その代わり、フランスの軍艦が自国の沿岸において私掠船からの保護を担当することになる。またアルジェリア人とも和約が結ばれ、交易が容認されるようになった。
以後は完全武装の護衛艦に代わり、「国家のヨット」として主に外交上の役割を果たす複数の小型艦が調達されたのである。

## 文献
- Kurt Grobecker: Hamburgs stolze Fregatten gegen die Korsaren – Konvoischifffahrt im 17. Jahrhundert, Medien-Verlag Schubert, Hamburg, 2007, ISBN 978-3-937843-12-4
- Prof. Dr. Jörgen Bracker: Hamburg Portrait 1/76, Wapen von Hamburg (III) …ein schwimmender Barockpalast; Museum für Hamburgische Geschichte, Dingwort Verlag Hamburg-Altona, 1976, ohne ISBN.
- Prof. Dr. Jörgen Bracker: Gottes Freund – aller Welt Feind / Von Seeraub und Konvoifahrt / Störtebeker und die Folgen, Zertani Druckerei und Verlag, Bremen, 2001, ISBN 3-9805772-5-2
- ハインリヒ・ラインケ（ドイツ語版）, Bernhard Schulze: Das Hamburgische Convoyschiff "Wapen von Hamburg" III. Modell und Geschichte (Mitteilungen aus dem Museum für Hamburgische Geschichte, NF). Hamburg 1952
- ゲオルク・ディートリヒ・フォン・デア・グレーベン（ドイツ語版）: Erläuterungen zum Verstande der Schifffahrt und des Seekrieges nach alphabetischer Ordnung, 1774, Breßlau, ohne ISBN.